# Gabriel García Márquez
Gabriel García Márquez (Aracataca, Colombia, 6 maart 1927 – Mexico-Stad, 17 april 2014), ook Gabo genoemd, was een Colombiaans schrijver en winnaar van de Nobelprijs voor Literatuur. Hij was tevens publicist, journalist en politiek activist. García Márquez werd gezien als een belangrijk exponent van het magisch realisme.

## Levensloop
Gabriel García Márquez werd op 6 maart 1927 in de Colombiaanse plaats Aracataca geboren. Hij was de zoon van Gabriel Eligio García en Luisa Santiaga Márquez Iguarán, dochter van kolonel Nicolás Márquez en Tranquilina Iguarán, waar de jonge Gabriel opgroeide, nadat zijn ouders naar Riohacha verhuisden.
In 1936 overleed kolonel Nicolás Márquez, wat voor Gabriel de reden was om voor zijn opleiding naar Barranquilla te verhuizen. Hij volgde vanaf 1940 het voortgezet onderwijs in de Colegio San José en behaalde in 1946 zijn eindexamen aan het Liceo Nacional in Zipaquirá. In 1947 verhuisde hij naar Bogotá om rechten te studeren aan de Universidad Nacional de Bogotá, dat hij echter door gebrek aan interesse niet voltooide. In Bogotá kwam hij, na het lezen van Kafka's De Gedaanteverwisseling, tot het besef dat hij schrijver wilde worden.
Hij verhuisde naar Barranquilla om zich te wijden aan de media en literatuur. Hij werkte als columnist voor El Heraldo. Op verzoek van Álvaro Mutis keerde García Márquez in 1954 terug naar Bogotá, waar hij als verslaggever en filmrecensent werkte voor El Espectador. Na een kritisch verhaal over overheidspropaganda rond het zinken van een marineschip in 1955 werd hij in Europa gestationeerd. Na het verblijf in Europa keerde García Márquez terug naar Zuid-Amerika en vestigde zich in Venezuela. In 1958 ging hij terug naar Barranquilla en trouwde met Mercedes Barcha met wie hij twee kinderen kreeg. Het paar verhuisde naar Cuba, waar hij de communistische revolutie van Fidel Castro versloeg. De vriendschap met Castro leidde tot het oprichten van een filiaal van Castro's persbureau Prensa Latina in Bogotá.
In 1961 verhuisde hij naar New York als correspondent voor Prensa Latina. In 1967 publiceerde hij zijn meest gewaardeerde werk: Honderd jaar eenzaamheid. Door voortdurende bedreigingen door de CIA en Cubaanse vluchtelingen verhuisde hij naar Mexico, waarna hem de toegang tot de VS tot 1971 ontzegd werd.
Vanaf 1975 reisde García Márquez tussen verschillende steden zoals Mexico, Cartagena, Havana en Parijs. In 1982 ontving hij de Nobelprijs voor Literatuur. In 2002 publiceerde hij zijn autobiografie Leven om het te vertellen. Eind 2004 verscheen Herinnering aan mijn droeve hoeren, een onorthodox liefdesverhaal tussen een oude man en een jonge prostituee.
Op 7 juli 2012 werd bekend dat Márquez aan dementie leed en geen nieuw werk meer zou publiceren. Op 17 april 2014 overleed Márquez op 87-jarige leeftijd.

## Stijl
Márquez vermengt realisme met wonderlijke gebeurtenissen, die hij vertelt alsof ze heel gewoon zijn. In Honderd jaar eenzaamheid bijvoorbeeld vertelt hij over het fictieve dorp Macondo en zijn wonderlijke inwoners (alchemisten, zigeuners, vliegende pastoors) tegen de achtergrond van burgeroorlogen en gruwelijke stakingen. Zijn exotische kroniek verlucht hij met ironie en humor, die in zijn beste momenten herinnert aan Cervantes.
Net zoals zijn grote voorbeelden, William Faulkner en Ernest Hemingway, construeert Márquez ingewikkelde plots en intriges.

## Politiek standpunt
Van zijn jonge jaren als journalist tot aan zijn dood heeft Márquez zich kritisch opgesteld tegenover de globale status quo waarbij de Verenigde Staten (althans in Latijns-Amerika) oppermachtig en alomtegenwoordig zijn. In die vroege jaren heerste in Colombia een strenge perscensuur. Márquez ontweek die hindernis door de spot te drijven met rechtse regimes buiten Colombia, of door zijn linkse politieke standpunten impliciet aan de man te brengen als human interest. In een driedelige reportage uit december 1954 toonde hij het lot van de teruggekeerde Colombiaanse veteranen van de Koreaanse Oorlog. Ook zijn latere literaire werk is van die politieke overtuiging doordrongen. Hij is korte tijd lid geweest van de Colombiaanse Communistische Partij. Op het einde van de jaren 1950 paste hij zijn stijl aan aan de ideologische roep om meer "realisme" in de kunst. In zijn vergelijkingen tussen het socialistische Oost-Europa van de 20e eeuw met het kapitalistische Westen hield hij rekening met de armoede en onderdrukking in Latijns-Amerika, een schaduwzijde van het kapitalisme die niet bij alle Europese journalisten als dusdanig op de voorgrond trad. Daar waar zelfs linkse Europeanen de Verenigde Staten nog konden beschouwen als degenen die hen bevrijd hadden van het nationaalsocialisme, was de Latijns-Amerikaanse ervaring met de Amerikaanse macht vaak die van een onderdrukte ten opzichte van zijn onderdrukker.
Márquez was geen voorstander van het soort socialisme waar de Sovjet-Unie voor stond, maar beschouwde haar als een belangrijk bolwerk tegen de hegemonie van de Verenigde Staten en het imperialisme. Van het progressievere Cuba, ook niet zonder ideologische problemen, vond hij dat elke ernstige anti-imperialistische Zuid-Amerikaan het moest steunen.
In 1971 werd de progressieve Cubaanse dichter Heberto Padilla samen met zijn echtgenote gearresteerd en berecht omwille van zijn kritiek op de dictatuur van Fidel Castro in de nochtans eerder bekroonde dichtbundel Fuera del juego uit 1968. Internationaal bekende schrijvers reageerden verontwaardigd en ondertekenden twee protestbrieven aan de president. Het is niet duidelijk of Márquez tot de ondertekenaars behoorde, maar hij heeft nooit in het openbaar geprotesteerd tegen de vervolging van Padilla en dat was op zich al betekenisvol omwille van zijn bekende vriendschap met Castro.
In een interview met een New Yorkse journalist uit 1971 stond hij sceptisch tegenover de kansen van de sociaaldemocratie in Latijns-Amerika, omdat de Verenigde Staten geen democratisch gekozen socialistisch regime zouden tolereren. Die voorspelling kwam uit bij de CIA-gesteunde militaire staatsgreep van 11 september 1973 in Chili, die leidde tot de dood van de gekozen socialistische president Salvador Allende en tot de installatie van een extreemrechtse dictatuur.

## Werken van Gabriel García Márquez

### Romans
- Het kwade uur, 1967, vert. Jean Schalekamp (Sp.: La mala hora, 1962)
- Honderd jaar eenzaamheid, 1972, vert. C.A.G. van den Broek (Sp.: Cien años de soledad, 1967)
- De kolonel krijgt nooit post, 1973, vert. Barber van de Pol, (Sp. El coronel no tiene quién le escriba, 1961)
- Afval en dorre bladeren, 1974, vert. C.A.G. van den Broek, (Sp. La hojarasca, 1955)
- De herfst van de patriarch, 1976, vert. Mariolein Sabarte Belacortu, (Sp. El otoño del patriarca, 1975)
- Kroniek van een aangekondigde dood, 1981, vert. Mariolein Sabarte Belacortu, (Sp.: Crónica de una muerte anunciada, 1981)
- Liefde in tijden van cholera, 1986, vert. Mariolein Sabarte Belacortu, (Sp.: El amor en los tiempos del cólera, 1985)
- De generaal in zijn labyrint, 1989, vert. Mieke Westra (Sp.: El general en su laberinto, 1989)
- Over de liefde en andere duivels, 1994, vert. Adri Boon (Sp.: Del amor y otros demonios, 1994)
- Ontvoeringsbericht, 1996, vert. Arie van der Wal (Sp.: Noticia de un secuestro, 1996)
- Herinnering aan mijn droeve hoeren, 2004, vert. Mariolein Sabarte Belacortu, (Sp.: Memoria de mis putas tristes, 2004)

### Verhalen
- Ogen van een blauwe hond, vert. Aline Glastra van Loon en Mieke Westra (Sp.: Ojos de perro azul, 1947)
- De uitvaart van Mamá Grande, vert. B.J. Fernández de la Mata (Sp.: Los funerales de la Mamá Grande, 1962)
- De ongelooflijke maar droevige geschiedenis van de onschuldige Eréndira en haar harteloze grootmoeder, en andere verhalen, 1975, vert. Barber van de Pol (Sp.: La increíble y triste historia de la cándida Eréndira y de su abuela desalmada, 1972). Bevat: 1. Een stokoude heer met enorme vleugels. 2. De zee van de voorbije tijd. 3. De mooiste drenkeling ter wereld. 4. Duurzame dood voorbij de liefde. 5. De laatste reis van het spookschip. 6. Blacamán de Goede, verkoper van wonderen. 7. De ongelooflijke maar droevige geschiedenis van de onschuldige Eréndira en haar harteloze grootmoeder
- De gelukkige zomer van mevrouw Forbes. Twaalf zwerfverhalen, vert. Arie van der Wal en Mieke Westra (Sp.: Doce cuentos peregrinos, 1992)

### Divers
- Toen ik nog gelukkig was en ongedocumenteerd, vert. Mieke Westra en Aline Glastra van Loon (Reportages) (Sp.: Cuando era feliz e indocumentado, 1973)
- Verhaal van een schipbreukeling die tien dagen zonder eten of drinken op een vlot ronddobberde, tot held van de natie werd uitgeroepen, door schoonheidskoninginnen werd afgezoend en door de publiciteit in goeden doen kwam, maar het toen bij de regering verbruide en voorgoed vergeten werd (1977, Journalistiek proza), vert. R.G. Groeneboer (Sp.: Relato de un naufrago que estuvo diez días a la deriva en una balsa sin comer ni beber, que fue proclamado héroe de la patria, besado por las reinas de la belleza y hecho rico por la publicidad, y luego aborrecido por el gobierno y olvidado para siempre, 1970)
- Schetsen van de kust (Journalistiek proza), vert. Mieke Westra (Sp.: Obra periodística 1, Textos costeños, 1981)
- Schrijver in Bogotá (Journalistiek proza), vert. Mariolein Sabarte Belacortu en Mieke Westra (Sp.: Obra periodística 2, Entre cachacos I, 1982)
- De kampioen van Colombia (Journalistiek proza), vert. Mariolein Sabarte Belacortu (Sp.: Obra periodística 3, Entre cachacos II, 1982)
- Op reis achter het IJzeren Gordijn (Journalistiek proza), vert. Mieke Westra (Sp.: Obra periodística 4, De viaje por los países socialistas: 90 días en la cortina de hierro, 1982)
- De gijzeling (Filmscript), vert. Mieke Westra (Sp.: El secuestro, relato cinematográfico, 1982)
- De geur van guave (Autobiografie, Gesprekken met Plinio Mendoza), vert. Mariolein Sabarte Belacortu (Sp. El olor de la guayaba, 1982)
- Clandestien in Chili (Het verhaal van filmer Miguel Littín), vert. Mieke Westra (Sp.: La aventura de Miguel Littín clandestino en Chile, 1986); diverse herdrukken vanaf 1991 met de titel De avonturen van Miguel Littín
- Leven om het te vertellen (Autobiografie, 2003), vert. Aline Glastra van Loon (Sp.: Vivir para contarla, 2002)

- Bibsys: 90056025
- Biblioteca Nacional de Chile: 000035164
- Biblioteca Nacional de España: XX933268
- Bibliothèque nationale de France: cb119040929 (data)
- Catàleg d'autoritats de noms i títols de Catalunya: 981058523727106706
- CiNii: DA00048029
- Digitale Bibliotheek voor de Nederlandse Letteren: garc007
- Gemeinsame Normdatei: 118537601
- International Standard Name Identifier: 0000 0001 2133 3785
- KulturNav: 32fab066-2184-42bc-a46e-3b50aab78619
- Library of Congress Control Number: n79063441
- Nationale Bibliotheek van Letland: 000015216
- MusicBrainz: 5ced2364-f997-4a17-a21e-03d1c9277823
- Bibliotheek van het Japanse parlement: 00440510
- Nationale Bibliotheek van Tsjechië: jn19981001318
- Nationale bibliotheek van Australië: 35112253
- Nationale Bibliotheek van Israël: 987007286276505171
- Nationale Bibliotheek van Polen: a0000001182189
- Nationale en Universitaire bibliotheek Zagreb: 000011357
- Nederlandse Thesaurus van Auteursnamen: 068803680
- Istituto Centrale per il Catalogo Unico: CFIV002730
- LIBRIS: 187954
- SNAC: w63x8wzd
- Système universitaire de documentation: 026881241
- Trove: 830093
- Virtual International Authority File: 54147956
- WorldCat: E39PBJB8x6gkx63BKQkkqXTbVC

1901: Prudhomme ·
1902: Mommsen ·
1903: Bjørnson ·
1904: Mistral, Echegaray ·
1905: Sienkiewicz ·
1906: Carducci ·
1907: Kipling ·
1908: Eucken ·
1909: Lagerlöf ·
1910: Heyse ·
1911: Maeterlinck ·
1912: Hauptmann ·
1913: Tagore ·
1915: Rolland ·
1916: Heidenstam ·
1917: Gjellerup, Pontoppidan ·
1919: Spitteler ·
1920: Hamsun ·
1921: France ·
1922: Benavente ·
1923: Yeats ·
1924: Reymont ·
1925: Shaw ·
1926: Deledda ·
1927: Bergson ·
1928: Undset ·
1929: Mann ·
1930: Lewis ·
1931: Karlfeldt ·
1932: Galsworthy ·
1933: Boenin ·
1934: Pirandello ·
1936: O'Neill ·
1937: Gard ·
1938: Buck ·
1939: Sillanpää ·
1944: Jensen ·
1945: Mistral ·
1946: Hesse ·
1947: Gide ·
1948: Eliot ·
1949: Faulkner ·
1950: Russell ·
1951: Lagerkvist ·
1952: Mauriac ·
1953: Churchill ·
1954: Hemingway ·
1955: Laxness ·
1956: Jiménez ·
1957: Camus ·
1958: Pasternak ·
1959: Quasimodo ·
1960: Perse ·
1961: Andrić ·
1962: Steinbeck ·
1963: Seferis ·
1964: Sartre (geweigerd) ·
1965: Sjolochov ·
1966: Agnon, Sachs ·
1967: Asturias ·
1968: Kawabata ·
1969: Beckett ·
1970: Solzjenitsyn ·
1971: Neruda ·
1972: Böll ·
1973: White ·
1974: Johnson, Martinson ·
1975: Montale ·
1976: Bellow ·
1977: Aleixandre ·
1978: Singer ·
1979: Elýtis ·
1980: Miłosz ·
1981: Canetti ·
1982: García Márquez ·
1983: Golding ·
1984: Seifert ·
1985: Simon ·
1986: Soyinka ·
1987: Brodsky ·
1988: Mahfoez ·
1989: Cela ·
1990: Paz ·
1991: Gordimer ·
1992: Walcott ·
1993: Morrison ·
1994: Oë ·
1995: Heaney ·
1996: Szymborska ·
1997: Fo ·
1998: Saramago ·
1999: Grass ·
2000: Gao ·
2001: Naipaul ·
2002: Kertész ·
2003: Coetzee ·
2004: Jelinek ·
2005: Pinter ·
2006: Pamuk ·
2007: Lessing ·
2008: Le Clézio ·
2009: Müller ·
2010: Vargas Llosa ·
2011: Tranströmer ·
2012: Mo ·
2013: Munro ·
2014: Modiano ·
2015: Aleksijevitsj ·
2016: Dylan ·
2017: Ishiguro ·
2018: Tokarczuk ·
2019: Handke ·
2020: Glück ·
2021: Gurnah ·
2022: Ernaux ·
2023: Fosse ·
2024: Kang ·